# Лукьяново (Белозерский район)
Лукьяново — деревня в Белозерском районе Вологодской области.
Входит в состав Шольского сельского поселения, с точки зрения административно-территориального деления — в Шольский сельсовет.
Расстояние по автодороге до районного центра Белозерска составляет 108 км, до центра муниципального образования села Зубово — 5 км. Ближайшие населённые пункты — Верховье, Слобода, Юрино.
Население по данным переписи 2002 года — 15 человек.